# Estación de Broad Street
Broad Street era una estación terminal importante en la ciudad de Londres, adyacente a la estación de Liverpool Street. Sirvió como la terminal principal de la red del Ferrocarril del Norte de Londres (NLR), desde 1865 hasta 1986. Durante su vida, se ocupó principalmente de los servicios suburbanos locales alrededor de Londres y, con el tiempo, luchó para competir con otros modos de transporte, lo que llevó a su cierre.
Fue construida como una empresa conjunta del NLR y del Ferrocarril de Londres y del Noroeste (LNWR) para poder disponer de una estación más cerca de la ciudad. Inmediatamente tuvo éxito tanto para mercancías como para servicios de pasajeros y experimentó un aumento significativo en el tráfico del NLR. El uso alcanzó su punto máximo a principios del siglo XX, después de lo cual sufrió la competencia de los tranvías y autobuses de Londres y, en particular, la red de metro de Londres. El patrocinio cayó gradualmente y los servicios disminuyeron, mientras que el edificio de la estación se deterioró cada vez más.
Los servicios de carga se retiraron a fines de la década de 1960 y la estación cerró en 1986. El edificio de la estación fue reemplazado por Broadgate, un complejo comercial y de oficinas, mientras que parte de la línea de conexión a la estación se restableció como parte de London Overground.

## Ubicación
Estaba ubicada en el cruce de Broad Street y Liverpool Street en el distrito de Broad Street de la ciudad de Londres, con la estación de Liverpool Street inmediatamente al este. Estaba cerca de las estaciones de metro de Liverpool Street y Moorgate.

## Historia

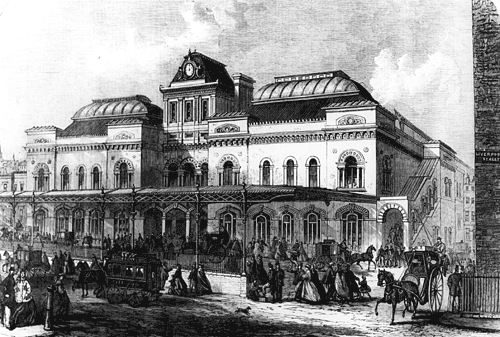
Impresión de Broad Street tal como apareció en la apertura en 1865

La estación fue propuesta por North London Railway (NLR). La línea se abrió originalmente como East & West India Docks & Birmingham Junction Railway en 1850, para transportar carga entre London and Birmingham Railway y London Docklands. Para cuando pasó a llamarse NLR en 1853, el tráfico de pasajeros había crecido en igual importancia, por lo que se decidió construir una estación con acceso directo a la Ciudad.

### Apertura
London and North Western Railway (LNWR) también estaba interesado en tener un depósito de mercancías en la ciudad y acordó ayudar a NLR a financiar la nueva extensión. La línea de conexión a Broad Street (a través del Viaducto de Kingsland) fue autorizada por la Ley de Ferrocarriles del Norte de Londres del 22 de julio de 1861. El trabajo involucró un 2 millas (3 km) extensión desde Kingsland hacia Broad Street, y requirió la demolición de numerosas propiedades en Shoreditch y Haggerston. Durante la construcción de la terminal, se desenterró un gran cementerio que expuso restos humanos. Esto puede haber sido el resultado de la peste o de las fosas funerarias del Hospital de Belén. El costo total de la estación y la extensión fue de £ 1,2 millones (£ 122 millones en 2021).
La estación se inauguró el 1 de noviembre de 1865 como el término de una red de ferrocarriles de cercanías que unía el este y el oeste de Londres a través de la ruta circular de la NLR, originalmente con siete plataformas y tres vías de acceso. El edificio principal fue diseñado por William Baker y construido en un estilo italiano y un techo de estilo Segundo Imperio. El frente era 250 pies (76,2 m) de largo y 110 pies (33,5 m) de ancho, construida con ladrillo blanco Suffolk y granito Peterhead, con una torre del reloj de 75 pies (22,9 m) como pieza central.

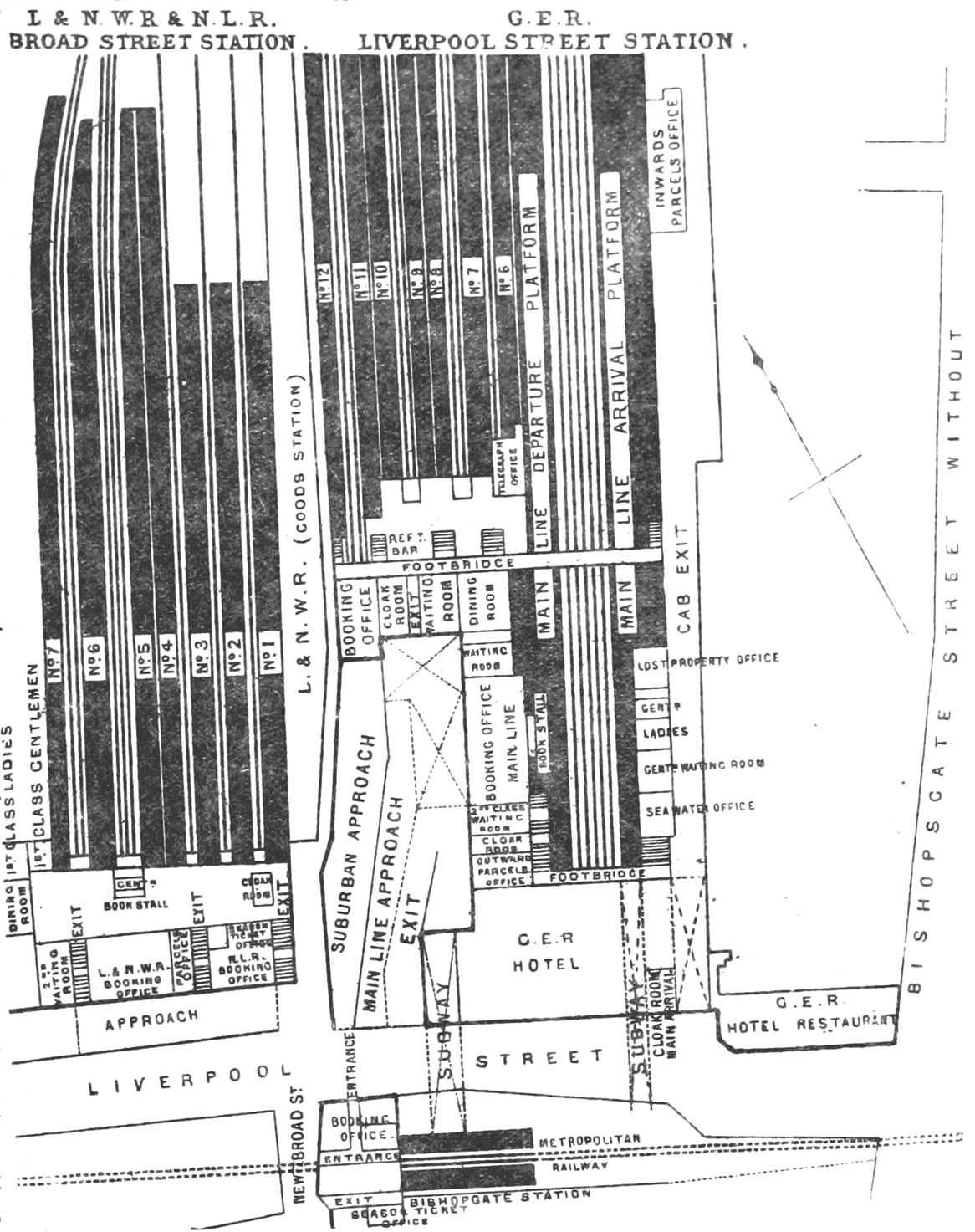
Plano de las estaciones de Broad Street y Liverpool Street en 1888

Los servicios iniciales fueron a Chalk Farm, Bow y Kew a través de Hampstead Heath. Los servicios a Watford comenzaron el 1 de septiembre de 1866. Las tarifas económicas para la clase trabajadora estaban disponibles desde el principio. Junto a la estación de viajeros se situó una estación de mercancías que se abrió al tráfico el 18 de mayo de 1868. Se construyó sobre una cubierta y se proporcionó un elevador hidráulico para bajar los vagones a los almacenes de abajo. Debido a esto, la estación solo usó 2,5 acres (1 ha) de terreno, lo cual era conveniente debido al alto precio de los terrenos de Londres.

### Expansión y desarrollo
Broad Street fue un éxito inmediato y provocó que el tráfico de NLR se duplicara en un corto espacio de tiempo. Se agregó una cuarta línea de acceso en 1874, una plataforma adicional (octava) en 1891, y una plataforma final (novena) en 1913. Se agregaron dos pasarelas cubiertas en el frente del edificio principal en 1890 para dar acceso directo desde la calle a los andenes.
En su apogeo a principios del siglo XX, Broad Street fue la tercera estación más concurrida de Londres (después de Liverpool Street y Victoria). En ese momento, más de un tren por minuto llegaba o salía de Broad Street durante la hora pico, con más de 27 millones de pasajeros en 1902. El Great Northern Railway también usó Broad Street como complemento de su terminal King's Cross hacia el oeste. El 1 de febrero de 1910, el LNWR introdujo un servicio de "ciudad a ciudad" desde Broad Street hasta Coventry, Birmingham New Street y Wolverhampton. El servicio solo duró unos años, antes de ser retirado el 22 de febrero de 1915 como resultado de la Primera Guerra Mundial. Sin embargo, la mayoría del tráfico de Broad Street eran servicios suburbanos locales.

### Declive

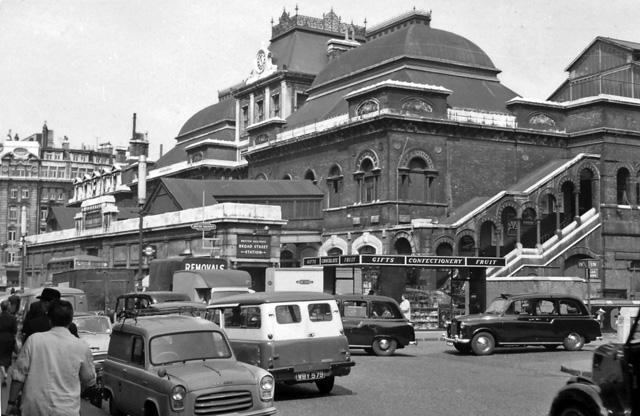
Estación de tren de Broad Street en 1961

En los primeros años del siglo XX, la North London Line sufrió una reducción de pasajeros y, especialmente, de ingresos, debido a la expansión de las redes de autobús, tranvía y metro. En 1909, la NLR pasó el manejo general de trenes a la LNWR. En 1913, las cifras habían descendido al 44,6 % en comparación con 1900, y en 1921 a solo el 23,3 %  y el patrocinio de la estación de Broad Street disminuyó en consecuencia. El 8 de septiembre de 1915, la estación fue dañada por un ataque de Zeppelin.

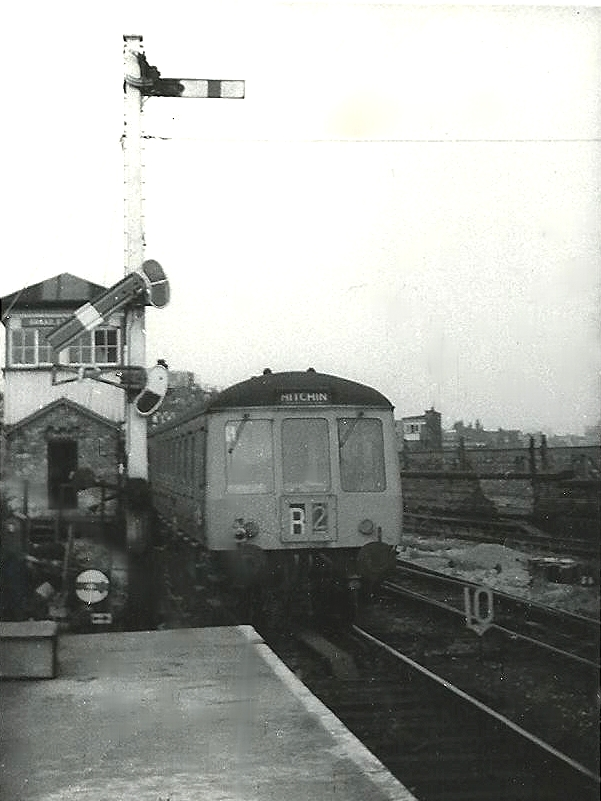
La clase 125 DMU sale de Broad Street con un servicio a Hitchin en 1969

Ante la competencia, la junta de gobierno finalmente decidió electrificar la NLR, en el sistema de riel de dos conductores a 600 V CC, y los servicios electrificados comenzaron el 1 de octubre de 1916, utilizando acciones de Oerlikon, aunque el servicio de Watford no estaba electrificado. hasta el 10 de julio de 1922. En la terminal, solo se electrificaron las cinco líneas occidentales. La electrificación pareció detener la ola de pérdidas de pasajeros. Los servicios eléctricos a Richmond y Kew comenzaron el 1 de octubre de 1916, seguidos de servicios pico a Watford el 16 de abril de 1917. Estos últimos se incrementaron a servicios de todo el día el 10 de julio de 1922. En ese momento, había cuatro trenes por hora a Richmond y dos por hora a Watford. Los servicios de vapor continuaron hasta Poplar, con un servicio máximo hasta Tring. Estos últimos trenes continuaron usando librea antigua, sin las comodidades modernas como calefacción y luz eléctrica, y eran impopulares.
La estación pasó a ser propiedad de London, Midland and Scottish Railway como parte de la agrupación Big Four en 1923. Los antiguos servicios GNR de Broad Street se detuvieron por completo en 1939 para acomodar el tráfico esencial de la Segunda Guerra Mundial. Broad Street sufrió graves daños durante la guerra. Las líneas que conducen a la estación quedaron fuera de servicio después de una redada nocturna del 3 al 4 de octubre de 1940, que cerró la estación durante varios días. Una interrupción similar ocurrió el 13 de octubre y el 11 de noviembre. El servicio a Shoreditch cerró en 1940, mientras que el servicio a Poplar se retiró el 14 de mayo de 1944 y nunca se restableció. Varios trenes de la línea principal de temporada alta a Cambridge utilizaron Broad Street para aliviar la presión de King's Cross a principios de la década de 1950, pero por lo demás, solo quedaba una pequeña cantidad de servicios locales. El edificio de la estación principal se cerró en 1957, y los pasajeros fueron dirigidos a una nueva cabaña a nivel de la explanada en la entrada de la plataforma para comprar boletos.

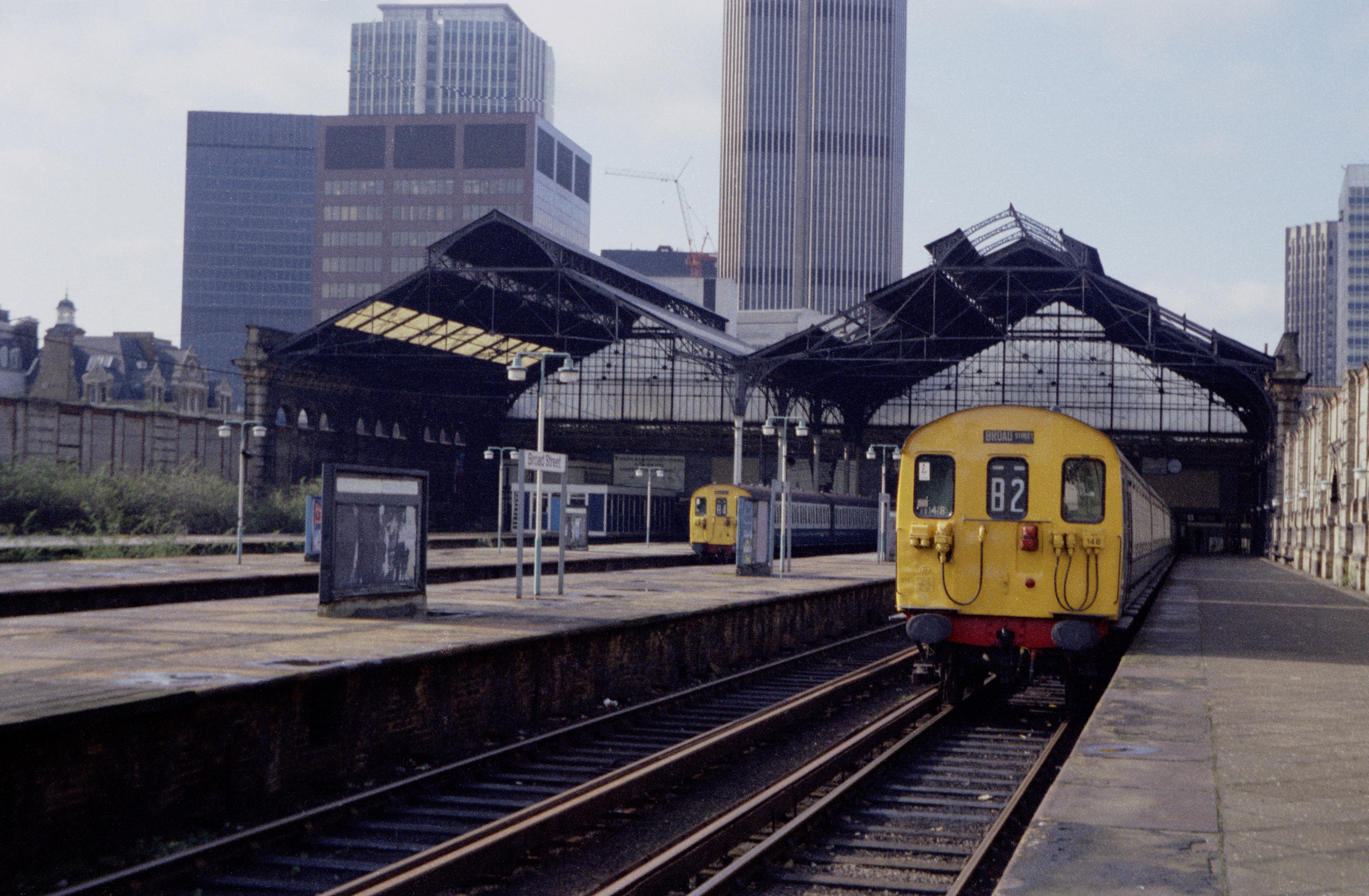
Mirando hacia la estación en 1983

Curvando el norte de Londres antes de girar hacia el sur hacia la City, la North London Line era, para la mayoría de los pasajeros, una ruta más lenta hacia el distrito financiero que las opciones alternativas como tomar el metro o cambiar en Euston o King's Cross. Para 1960, solo 41 trenes con 6400 pasajeros llegaban a Broad Street en las tres horas pico de la mañana.
La línea y la estación fueron criticadas en el Informe Beeching de 1963, cuyas recomendaciones dieron como resultado el cierre de muchos ramales y estaciones en todo el país. Aunque Broad Street en sí no se incluyó específicamente para el cierre, se destinó a "detener los servicios de pasajeros para modificarlos". La estación fue deteriorándose gradualmente y el nivel de servicio se redujo constantemente. En 1967, se eliminó la mayor parte del techo del cobertizo del tren, que se volvió inseguro, mientras que los servicios de mercancías se retiraron el 27 de enero de 1969. Cuatro de las nueve plataformas quedaron fuera de servicio en el mismo año. El 6 de noviembre de 1976, los servicios de hora pico a la región oriental a través de Canonbury Spur se retiraron con la apertura de Northern City Line y se desconectó una plataforma adicional. La estación estaba para entonces muy deteriorada, con vegetación creciendo entre andenes en desuso, y la mayor parte de la antigua zona de mercancías se utilizaba como aparcamiento.

### Cierre

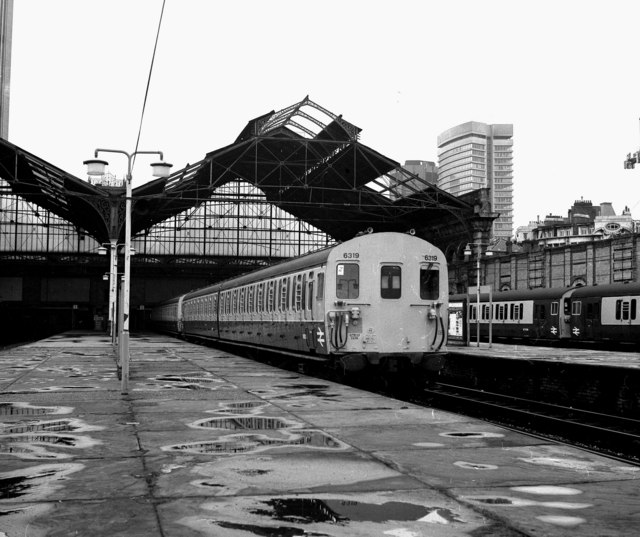
Una unidad Clase 416 se encuentra en Broad Street en marzo de 1985, justo antes del inicio de la demolición.

En 1979, se otorgó a British Rail el permiso de planificación para remodelar completamente las estaciones de Broad Street y Liverpool Street, y esta última se hizo cargo de cualquiera de los servicios restantes del primero. Esto puso a Broad Street en un declive terminal. Para 1985, 6.000 pasajeros por semana usaban la estación de Broad Street y 300 llegaban diariamente en el pico de la mañana. A partir del 13 de mayo de 1985, el servicio a Richmond se desvió de Broad Street, dejando los servicios de Watford Junction en la hora pico.
Se acordó que Broad Street se cerraría y los trenes se desviarían a Liverpool Street una vez que se construyera un nuevo cordón de conexión desde North London Line. Hasta que esto se hizo, era posible acomodar este último servicio desde el extremo exterior de una plataforma y, en noviembre de ese año, comenzó la demolición de la estación. La única plataforma restante se utilizó hasta el 27 de junio de 1986. La estación se cerró formalmente el 30 de junio, junto con Dalston Junction, la otra estación que da servicio al ramal City de North London Line. La demolición de la estación se completó a fines de 1986. El servicio de Watford a Liverpool Street se retiró el 28 de septiembre de 1992, y la estación de Primrose Hill, la única estación servida exclusivamente por la ruta de Watford a la ciudad, se cerró al mismo tiempo.

## Reurbanización

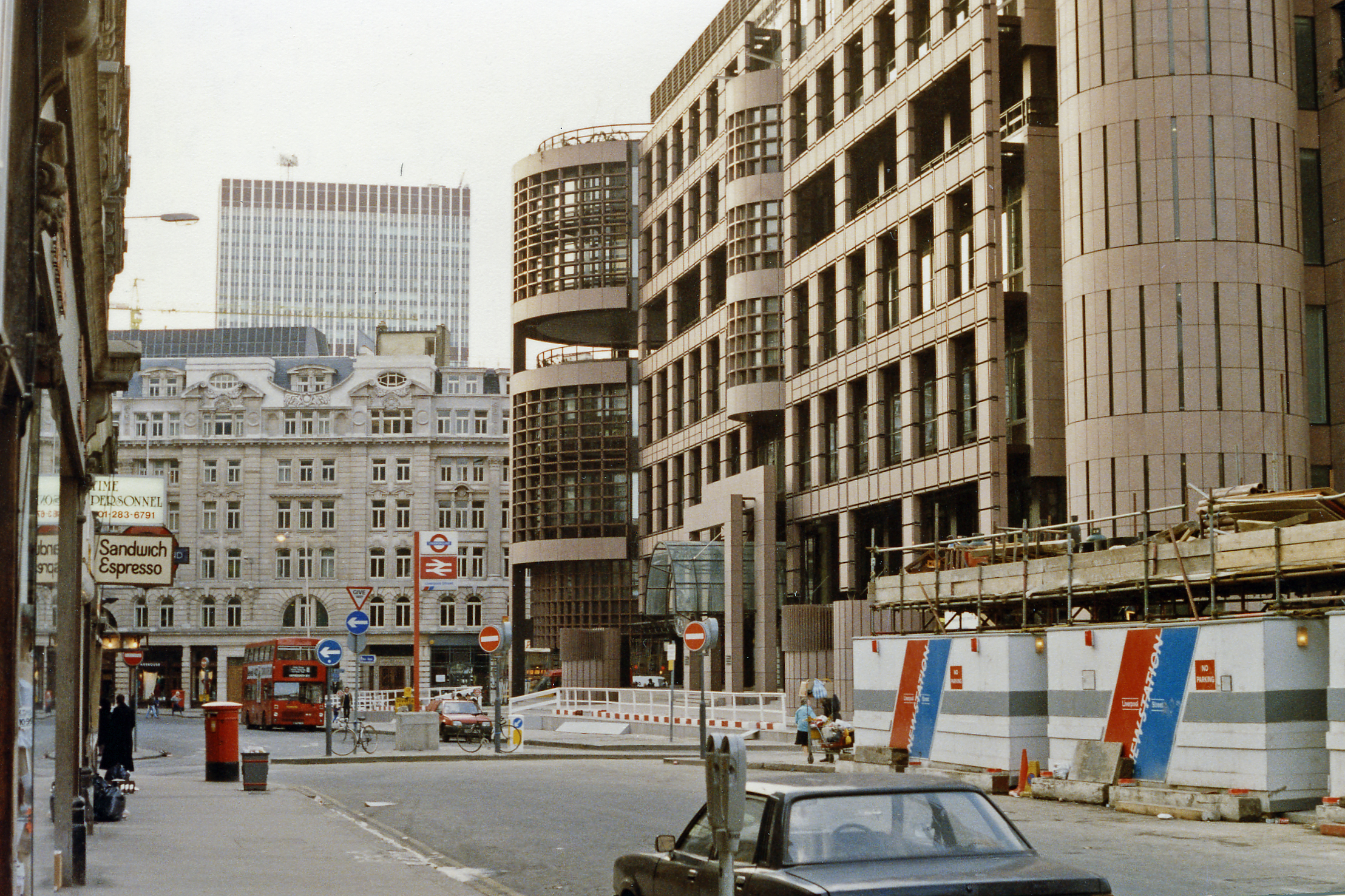
The Broadgate, construido en el sitio de Broad Street, en 1989

La estación de Broad Street fue completamente demolida y reemplazada por el complejo comercial y de oficinas de Broadgate. La mayor parte del viaducto de Kingsland que conduce a la línea del norte de Londres permanece en gran parte intacto y ha sido restaurado para llevar el London Overground a lo largo del antiguo lecho de la vía hasta Highbury & Islington. La antigua línea sobre el viaducto de Great Eastern Street a Broad Street se ha utilizado como ubicación para estudios de artistas, alojados en trenes subterráneos de la línea Jubilee convertidos.
El proyecto Crossrail, para construir una nueva línea de metro a través del centro de Londres, tendrá una de sus nuevas estaciones en Liverpool Street. Se construirá una nueva sala de boletos que da servicio a la estación Crossrail dentro de la antigua sala de boletos subterráneos con su entrada en 100 Liverpool Street, la antigua entrada al metro que servía a Broad Street, con las plataformas mismas debajo del complejo Broadgate.
Una característica de la explanada fue el 10 pies (3 m) Monumento a los caídos en la guerra del Ferrocarril del Norte de Londres. Realizado en mármol blanco, fue instalado el 10 de febrero de 1921 y contiene inscripciones de 64 nombres. El monumento conmemora a los trabajadores de la compañía North London Railway que perdieron la vida en La Gran Guerra. Tras el cierre, el monumento se almacenó en la estación de Richmond en 1989. El 7 de junio de 2011, el reverendo James Westcott de la iglesia de St. Chad y el comisionado de transporte de Londres, Peter Hendy, lo volvieron a dedicar fuera de la estación de Hoxton.

## Accidentes e incidentes
- El 3 de abril de 1891, 11 personas resultaron heridas cuando un tren de Willesden Junction golpeó las paradas hidráulicas de Broad Street.[28]
- El 20 de septiembre de 1898, 15 personas resultaron heridas cuando un servicio de Richmond que se acercaba a Broad Street a una velocidad ligeramente excesiva chocó contra los topes al final de la plataforma seis. Un informe de la Junta de Comercio sobre el incidente decía: "Se informa que quince pasajeros se quejaron de hematomas o golpes, y algunos otros reclamaron una compensación por daños a sus sombreros". El conductor del tren testificó: "Cometí un error de juicio al no aplicar el freno lo suficientemente pronto".[29]
- El 18 de agosto de 1904, un tren que llegaba a un andén de Broad Street desde Poplar chocó con un servicio que esperaba partir hacia Chalk Farm. Ambos trenes estaban llenos y 56 pasajeros resultaron heridos. La investigación de la Junta de Comercio informó que "tres de los heridos tuvieron que ser trasladados al hospital, pero todos pudieron dirigirse a sus hogares el mismo día". Seis miembros de la tripulación del tren también se quejaron de lesiones. Se determinó que un error por parte del señalero fue la causa principal de la colisión.[30]
- El 20 de marzo de 1923, dos personas resultaron heridas cuando un tren fue chocado por detrás en Broad Street.[31]